# Ernst von Wildenbruch
Ernst von Wildenbruch (né le 3 février 1845 à Beyrouth et mort le 15 janvier 1909 à Berlin) est un écrivain et diplomate prussien.

## Biographie

### Famille
Ernst von Wildenbruch est le fils du consul général de Prusse à Beyrouth, Liban puis plus tard lieutenant-général Louis von Wildenbruch (de) et de sa première épouse Ernestine von Langen, la fille du général Ferdinand von Langen et dame d'honneur de la princesse Frédérique-Louise de Prusse.
Son père Louis von Wildenbruch est le fils illégitime du prince Louis-Ferdinand de Prusse dans sa liaison avec Henriette Fromme. Les deux enfants de cette liaison, Louis et Blanka reçoivent en 1810 de Frédéric-Guillaume III de Prusse le nom von Wildenbruch et sont élevés dans la noblesse prussienne. Louis est le fils adoptif de son oncle Antoni Henryk Radziwiłł et de son épouse Frédérique-Louise de Prusse, la sœur du prince Louis-Ferdinand. Louis von Wildenbruch se marie en 1837 avec la dame d'honneur de sa tante et mère adoptive, Ernestine von Langen.

### Carrière
Après avoir vécu à Athènes et Constantinople, la famille Von Wildenbruch s'installe en 1857 à Berlin, où Ernst va au Collège français. En 1859, il rentre dans l'école royale des cadets, d'où il sort en 1863 avec un brevet d'officier. De 1863 à 1865, il est lieutenant dans le premier régiment d'infanterie à Potsdam. Il quitte ensuite la vie militaire, obtient son abitur et étudie le droit à Berlin de 1867 à 1870. En tant qu'officier de réserve et participe à la Guerre austro-prussienne en 1866 et à la Guerre franco-allemande de 1870. En 1871, il est clerc à la cour d'appel de Francfort-sur-l'Oder et passe ses examens en 1876. Durant quelques mois en 1877, il est juge à l'Amtsgericht d'Eberswalde et de Berlin. Puis il obtient un emploi dans le service juridique du ministère des Affaires étrangères.
En 1885, Ernst von Wildenbruch épouse Maria Karoline von Weber, une petite-fille du compositeur Carl Maria von Weber.
En 1907, il s'installe à Weimar dans la Haus Ithaka (de), une villa, création de l'architecte Paul Schultze-Naumburg après avoir passé plusieurs mois par an depuis 1982.
Ernst von Wildenbruch est enterré au Cimetière historique de Weimar (de). Son tombeau qui s'inspire d'un temple dorique est une création de Paul Schultze-Naumburg, avec une statue de Gustav Sachse et une plaque de bronze avec un semeur de Georg Kolbe. En 1914, la ville de Weimar érige un monument de Richard Engelmann (de) qui est retiré du temps de la RDA et est visible aujourd'hui près du cimetière. Il se trouve dans le jardin de Poseck (de).

## Œuvre
L'œuvre de Wildenbruch comprend des ballades, pièces de théâtre, romans et nouvelles. Il est le représentant du drame d'époque du Gründerzeit vers 1880 et de la poésie nationaliste avec Bismarck au début des années 1900.
Ses archives se trouvent à Weimar au Centre d'archives Goethe et Schiller et à l'Université de Brandebourg à Berlin ; sa bibliothèque est à la Bibliothèque de Berlin.

### Sélection
De nombreux textes en allemand sont disponibles via le Wikisource allemand
- Tiefe Wasser Fünf Erzählungen (1898)
- Unter der Geißel (Erzählung) (1901)
- Vionville. Ein Heldenlied in 3 Gesängen (1873)
- Sedan (1875)
- Der Meister von Tanagra (1880) (Le Maître de Tanagra)
- Die Karolinger (1881)
- Der Menonit (1881)
- Harold (1882)
- Christoph Marlow (1884)
- Die Quitzows (1888)
- Die Haubenlerche (1890)
- Heinrich und Heinrichs Geschlecht (1896)
- Das deutsche Drama. Seine Entwicklung und sein gegenwärtiger Stand (1899)
- Die Rabensteinerin (1907) (La Fille des Rabenstein)
- Gesammelte Werke. Hrsg. v. Berthold Litzmann. 16 Bde. Berlin: Grote 1911–1924
- Das Hexenlied op.15 Musik: Max Schillings
- Das edle Blut; Erzählung: Berlin, 1893, Verlag von Freund & Jedel. (Le sang noble/généreux)

#### Traductions en français
- L'Astronome ; Le Sang noble, traduction de L. de Chauvigny, 1901
- Vice-Maman, 1906.
- La Fille des Rabenstein, pièce en 4 actes. Traduction de Maurice Rémon et M. Valentin, 1909.
- Le sang généreux, traduction de J.-M.-R. Bastian, 1909.
- Le Maître de Tanagra, traduction de Clara-Henriette Meyer, 1909.

### Adaptations au cinéma
- 1916 : Das Wandernde Licht de Robert Wiene